# Drosophila ingrica
Drosophila ingrica är en tvåvingeart som beskrevs av Walter Leopold Victor Hackman 1957. Drosophila ingrica ingår i släktet Drosophila och familjen daggflugor.
Artens utbredningsområde täcker Sverige, Finland och Ryssland.